# Jean-Baptiste Greuze
Jean-Baptiste Greuze (Tournus, 1725. augusztus 21. – Párizs, 1805. március 4.) francia festőművész.

## Életpályája
Lyonban Grandon festő tanítványa volt, azután 1750 táján a párizsi francia királyi festészeti akadémia növendéke volt és Charles-Joseph Natoire festő tanítványaként dolgozott. 1755-ben nagy feltűnést keltett a Megcsalt vak és a Bibliából fölolvasó családapa c. festményeivel, elnyerte az akadémiai tagság jogát, de tagja csak 1769-ben a Severus és Caracalla c. kevéssé sikerült történeti képe (Louvre) elkészítése után lehetett. Az 1760-as években tett szerint nagyobb hírnévre a polgári osztály életéből merített zsánerképeivel. Érzelgős és tanulságos célzatú képek voltak ezek, a családi boldogságot dicsőítve és a gonoszságot elítélve, ezeket állította oda követendő például a társadalom magasabb köreinek. Művészileg sokkal finomabbak bájosarcú, szentimentális leányfejei. Greuze művészete a francia forradalom után idejét múlta, képei kimentek a divatból. Utolsó éveit nagy szegénységben töltötte, a Louvre-ban hunyt el nyolcvan éves korában. Nevezetesebb képei közé tartoznak: Le Fils ingrat (a hálátlan fiú) és Le Fils puni (a megbüntetett fiú), A falusi eljegyzés, az Összetörött korsó, mind a Louvre- ban Párizsban; egy anya 3 gyermekkel (Buckingham-palota, London), valamint híres kortársaknak arcképei. Művei legnagyobb számmal a londoni Wallace-féle gyűjteményben és a montpellier-i múzeumban találhatók meg, valamint a berlini, drezdai, szentpétervári képtárakban. A Fiatal leány c. képét és Randon de Boisset-ről készült portréját a budapesti Szépművészeti Múzeumban őrzik, hasonló tárgyú képei a müncheni képtárban, a bécsi akadémia képtárában vannak.
Lánya, Anna-Geneviève Greuze szintén festészettel foglalkozott.

## Fordítás
- Ez a szócikk részben vagy egészben  a   Jean-Baptiste Greuze című angol Wikipédia-szócikk fordításán alapul.  Az eredeti cikk szerkesztőit annak laptörténete sorolja fel. Ez a jelzés csupán a megfogalmazás eredetét és a szerzői jogokat jelzi, nem szolgál a cikkben szereplő információk forrásmegjelöléseként.